# چیتگونگ-۸
چیتگونگ-۸ (به لاتین: Chittagong-8) یک منطقهٔ مسکونی در بنگلادش است که در ناحیه چیتاگونگ واقع شده‌است.